# Der Tempel des Janus
Der Tempel des Janus ist eine Barock-Oper (Originalbezeichnung: „Singe-Spiel“) in drei Akten mit Epilog von Reinhard Keiser (Musik) mit einem Libretto von Christian Heinrich Postel. Das Werk wurde erstmals 1698 „Zur Feier des langgewünschten Friedensfestes“ in der Oper am Gänsemarkt in Hamburg aufgeführt.

## Handlung

### Erster Akt
Kaiser Augustus und seine Frau Livia beschließen, dass Livias Sohn Tiberius einen Teil der Regierungslast tragen und später Augustus’ Nachfolger werden soll. Dazu muss er jedoch dessen Tochter Julia heiraten. Diese ist damit einverstanden. Tiberius dagegen liebt Agrippina und möchte sie nicht verlassen. Auch Valerius liebt Agrippina, wird aber von ihr zurückgewiesen.
Augustus und Philanax im kaiserlichen Saal freuen sich über den weitgehend erreichten Frieden. Wenn nun noch der Parther-Krieg beendet würde, könnte zum dritten Mal während Augustus’ Regierungszeit der Janustempel geschlossen werden. Da verkündet Valerius den Sieg über die Parther. Der Janustempel soll noch am selben Tag geschlossen werden. Valerius erbittet sich als Dank die Hand Agrippinas.
Livia macht sich Gedanken darüber, dass ihr Sohn Agrippina verlassen müsste, um Julia heiraten zu können. Staatsraison muss aber vor der Liebe Vorrang haben. Daher gibt sie Philanax den Befehl, Agrippina zu entführen. Trotz seiner Gewissensbisse will dieser den Auftrag ausführen.

### Zweiter Akt
Livia und Augustus befinden sich in einer dunklen Höhle, die für Weissagungen genutzt wird. In einer Vision trägt ein Adler das Österreichische Wappen in den Himmel. Dazu erklingen die Worte „Du solt, August, in einem Halb-Gott leben / Der Teutschland wird den theuren Frieden geben.“ Julia kommt hinzu. Livia und Augustus teilen ihr mit, dass sie zur Feier der Tempelschließung Tiberius heiraten soll.
Agrippina wird von vermummten Personen überfallen und weggeführt.
Valerius vermisst Agrippina und fragt Philanax nach ihr. Dieser behauptet, dass sie im Tiber ertrunken sei. Livia teilt Tiberius Agrippinas Tod mit.
Philanax besucht Agrippina im Gefängnis und behauptet, dass Tiberius den Auftrag zu der Entführung gegeben habe, weil er sonst Julia nicht heiraten und Kaiser werden könnte. Nach einem kurzen Wutanfall ist Agrippina bereit, Tiberius zu verzeihen, wenn sie ihn noch einmal sehen kann.

### Dritter Akt
Tiberius trauert über Agrippina. Philanax versucht ihn damit zu trösten, dass er Agrippina in einer Vision noch einmal sehen könnte. Tiberius bereitet sich durch Meditation auf die Vision vor und schließt die Augen. Philanax bringt nun Agrippina herbei. Tiberius schlägt die Augen auf und erblickt sie. Er glaubt, dies sei die erwartete Vision und erklärt ihr seine Liebe. Sie bleibt jedoch stumm. Nachdem Philanax und Agrippina gegangen sind, erzählt Tiberius Valerius von der Vision. Dieser rät ihm, Julia zu heiraten. Philanax bringt die Nachricht, dass Augustus den Janustempel nun schließen möchte und die Hochzeit stattfinden soll.
Vor dem Janustempel ist alles vorbereitet. Livia klärt auf, dass Agrippina noch am Leben ist. Außerdem offenbart sie, dass sie selbst Agrippinas echte Mutter ist. Ihre Schwester, Augustus’ erste Frau, war unfruchtbar. Als Livia dann Zwillinge bekam – Tiberius und Agrippina – hatte sie ihr die Tochter anvertraut. Tiberius und Agrippina können also schon deshalb nicht heiraten. Philanax bringt nun Agrippina herbei. Der Trauung von Tiberius und Julia steht nichts mehr im Wege, und auch Agrippina und Valerius finden zusammen.
Eine Priesterin führt die Zeremonie der Tempelschließung durch. In einer Vision erscheint noch einmal allegorisch das Haus Österreich.

## Gestaltung
Die Widmung im Titel bezieht sich auf den Frieden von Rijswijk von 1697, mit dem der Pfälzische Erbfolgekrieg beendet wurde. Dieser Friedensschluss zwischen Hamburgs wichtigsten Handelspartnern und dem Reich bedeutete die Aufhebung zahlreicher Handelsbeschränkungen. Nach römischer Sitte wurde der Janustempel in Kriegszeiten geöffnet gehalten und zu Friedenszeiten feierlich geschlossen.
Mit diesem Werk begründete Keiser seinen Ruhm in Hamburg. Es ist eine seiner eindrucksvollsten frühen Opern. Die Arie Holde Schatten wurde später von Georg Friedrich Händel in seinem Oratorium La Resurrezione überarbeitet. Christian Friedrich Hunold zufolge war allein diese Arie schon einen Theaterbesuch wert. Die Musik des Epilogs der ersten Libretto-Fassungen ist nicht erhalten. Die Oper wurde noch 1729 von Georg Philipp Telemann überarbeitet und mit neuen Arien versehen.

## Aufführungsgeschichte
Die Uraufführung fand am 9. Juni 1698 in der Oper am Gänsemarkt in Hamburg statt. Dort wurde es 1712 erneut aufgeführt.
Am 30. November 1722 gab es in Kopenhagen die Aufführung einer revidierten Fassung unter dem Namen Der von Othino, dem Urheber des dänischen Reichs geschlossene Tempel des Janus.
1729 wurde die Oper von Georg Philipp Telemann überarbeitet und mit einem Prolog und neuen Arien versehen. Die Aufführung dieser Fassung fand am 10. Oktober unter dem ursprünglichen Titel in der Gänsemarktoper statt.
In neuerer Zeit wurde sie 2001 im Hebbel-Theater Berlin von der Berliner Kammeroper in einer Inszenierung von Matthias Remus auf die Bühne gebracht. Die musikalische Leitung der Capella Orlandi Bremen hatte Thomas Ihlenfeldt. Die Sänger und Darsteller waren Jörg Gottschick (Augustus), Mona Spägele (Livia), Ralf Popken (Tiberius), Constanze Backes (Julia), Eeva Tenkanen (Agrippina), Alan Dornak (Valerius), Knut Schoch (Philanax) und Stephanie Kaiser (Leserin).